# Golubovac (Klina)
Pour les articles homonymes, voir Golubovac.
Golluboc en albanais et Golubovac en serbe latin (en serbe cyrillique : Голубовац) est une localité du Kosovo située dans la commune/municipalité de Klinë/Klina et dans le district de Pejë/Peć. Selon le recensement kosovar de 2011, elle compte 551 habitants, tous albanais.
Selon le découpage administratif du Kosovo, la localité fait partie de la commune/municipalité de Malishevë/Mališevo, dans le district de Prizren.

## Démographie

### Évolution historique de la population dans la localité
| 1948 | 1953 | 1961 | 1971 | 1981 | 1991 | 2011 |
| ---- | ---- | ---- | ---- | ---- | ---- | ---- |
| 139  | 156  | 193  | 248  | 325  | 458  | 551  |

|  |